# Col de Kerguelen
La col de Kerguelen (Pringlea antiscorbutica) és una planta silvestre de la família de la col (Brassicàcia).

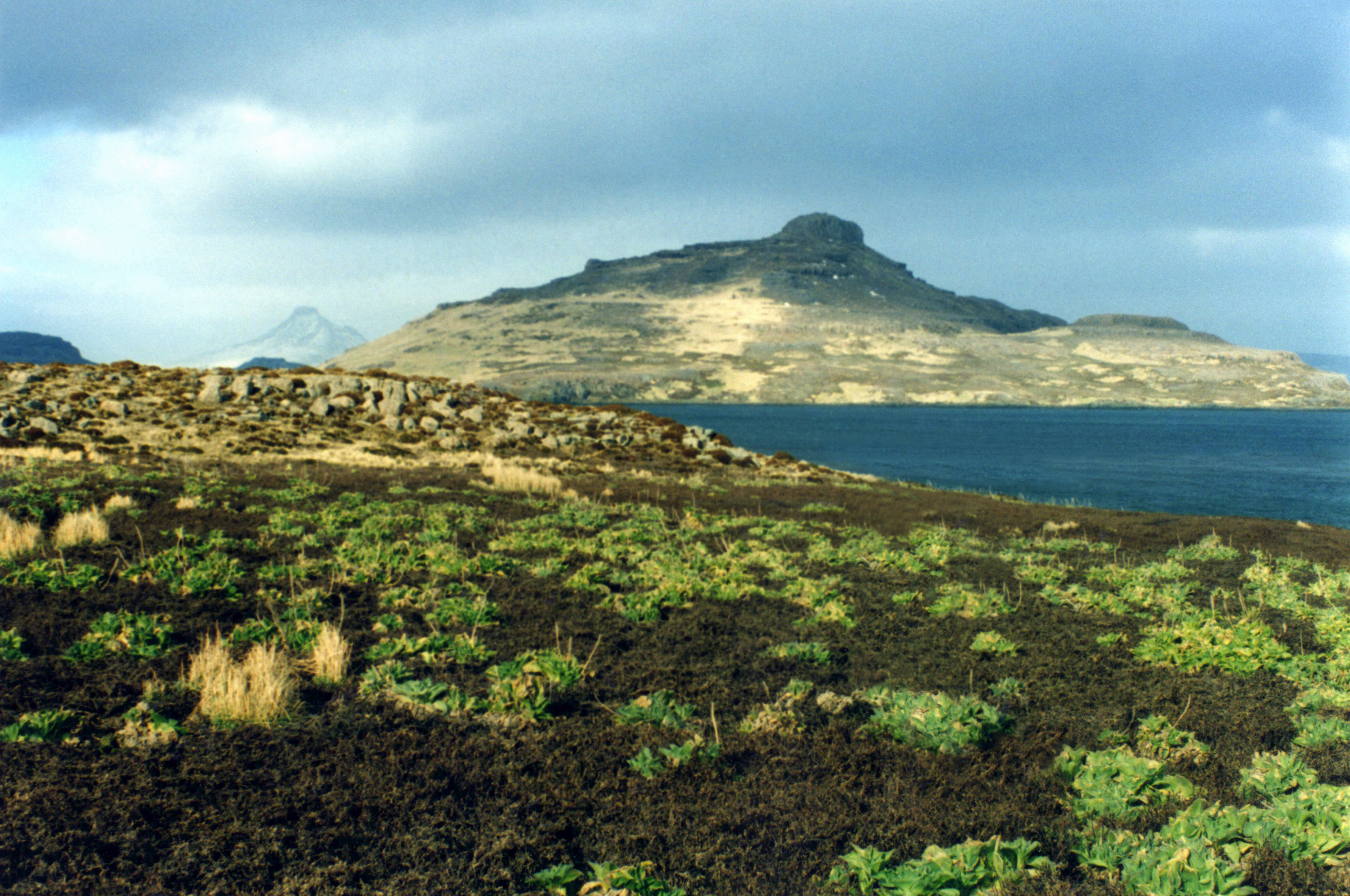
Cols de Kerguelen a l'illa Mayes (Kerguelen)

Només es troba en algunes illes subantàrtiques de l'Oceà Índic i principalment a l'arxipèlag de les Kerguelen. Aquesta planta és l'única espècie que hi ha dins del gènere Pringlea

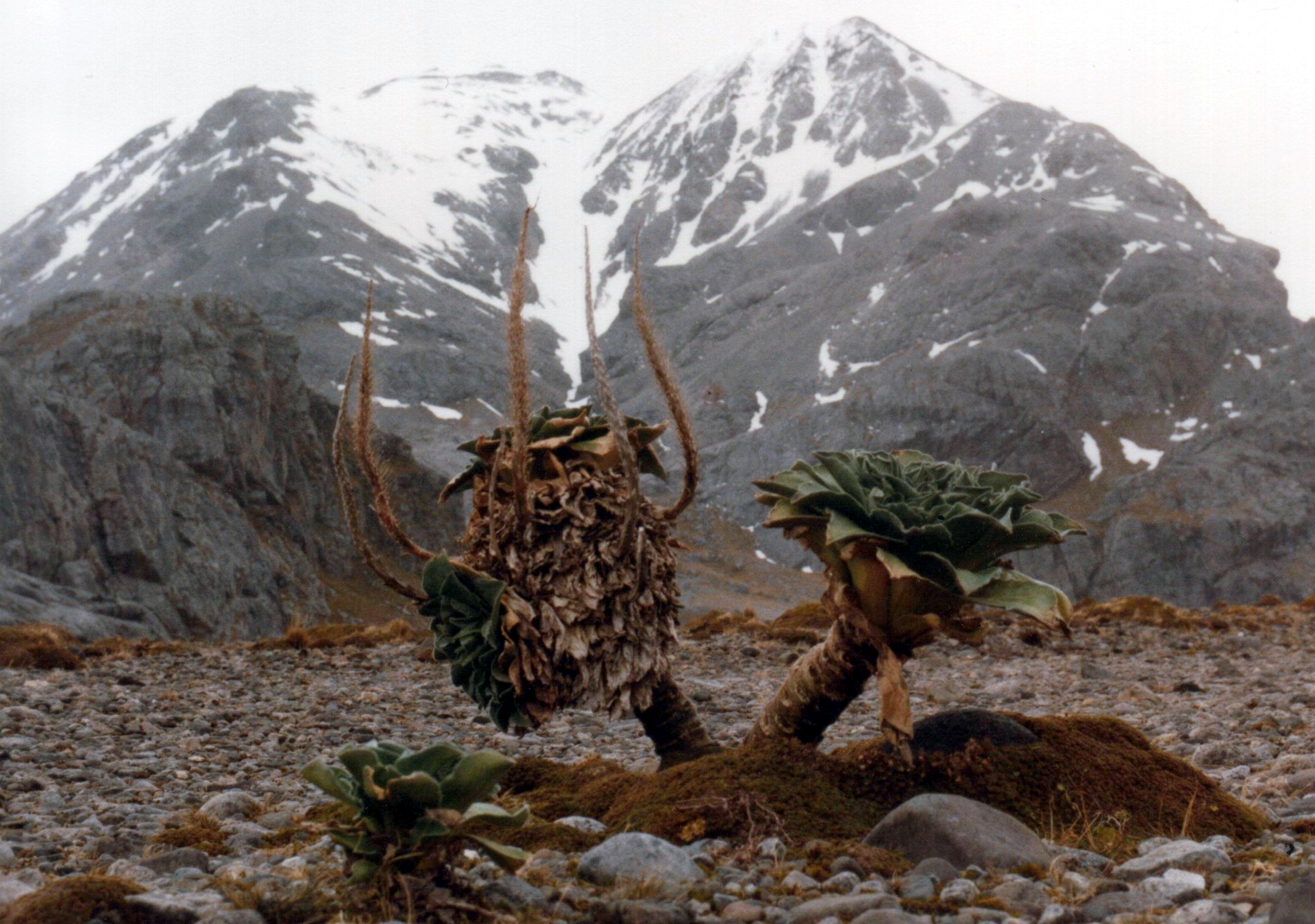
Una col de Kerguelen envellida a la península Rallier du Baty

Les plantes joves s'assemblen superficialment a les cols però no n'estan estretament relacionades.
Les fulles contenen vitamina C, per tant els mariners del segle xix en recollien molts exemplars per evitar la malaltia causada per la manca d'aquesta vitamina, l'escorbut, d'aquí li ve el nom científic específic antiscorbutica
La col de Kerguelen és una planta perenne amb una tija que pot fer un metre de llarg i uns 15 cm de gruix. Les rosetes de fulles tenen un diàmetre de 80 cm. Té rizomes semi llenyosos plens d'una fibra esponjosa. Les flors són verdes amb quatre sèpals, els pètals són rudimentaris. Les llavors fan 4 mm de llarg.
Les plantes poden viure vuit o més anys.
Actualment aquesta planta està oficialment protegida després que la recol·lecció massiva del segle xix l'havia posat en risc de desaparició.